# Fire Emblem: Three Houses
A Fire Emblem: Three Houses egy taktikai szerepjáték, amit az Intelligent Systems és a Koei Tecmo fejlesztett Nintendo Switch-re és adta ki a Nintendo-ra világszerte. Ez a Fire Emblem játéksorozat tizenhatodik része, és az első amit otthoni konzolra adtak ki a 2007-es Fire Emblem: Radiant Dawn óta.
A Three Houses Fódlan kontinensén játszódik, ahol három szuperhatalom uralkodik békében. Ezek a nemzetek a Garreg Mach Monostoron keresztül kapcsolódnak össze, ami otthont ad egy egyháznak és egy tiszti iskolának, ahová három országból jönnek a diákok. A főszereplő Byleth, egy korábbi zsoldos rejtélyes múlttal és az akadémia legújabb professzora. A játékosnak választania kell egy osztályt, amelynek diákjait át kell vezetnie és irányítania számos csatán. A játék megtartja az előző Fire Emblem játékok kör alapú taktikai játékmenetét, miközben belefoglalja a szociális szimulációs és az időbeosztásos játékelemeket.
A játék elkészítése nehéznek bizonyult az Intelligent Systems-nek, akik a sikert és az ideiglenes kiadást a Koei Tecmo-nak tulajdonították, akikkel korábban elkészítettek a Fire Emblem Warriors-t. A stáb, mikor a franchise debütál a nagyfelbontású konzolokon valami teljesen újat akart csinálni, létrehozni az iskolai élet mechanikákat és a csaták bővítése. Chinatsu Kurahana volt a felelős a karakterdizájnok és az illusztrációk létrehozásáért. A játék iskolarendszere és az időugrás a történet közepén, mint ötletek a játéksorozat negyedik részéből, a Fire Emblem: Genealogy of the Holy War-ból jöttek.
A játékot 2019-ben adták ki és általában kedvező kritikákat kapott, a kritikusok dicsérték az iskolarendszer beleillesztését és a zászlóalj mechanikákat, a narratívát, a karaktereket, a zenét és az újrajátszási értékeket. Kisebb kritikákat kaptak a játék könnyebb nehézsége összehasonlítva a korábbi részekkel, valamint néhány vizuális és technikai problémákat. A játék megnyerte a Best Strategy Game (Legjobb Stratégiai Játék) és a Player’s Voice Award díjakat a The Game Awards 2019-en. 2020 márciusáig a játékból 2,87 millió példány kelt el világszerte, ami által a franchise legjobban elkelő játéka lett.

## Fordítás
- Ez a szócikk részben vagy egészben  a   Fire Emblem: Three Houses című angol Wikipédia-szócikk fordításán alapul.  Az eredeti cikk szerkesztőit annak laptörténete sorolja fel. Ez a jelzés csupán a megfogalmazás eredetét és a szerzői jogokat jelzi, nem szolgál a cikkben szereplő információk forrásmegjelöléseként.